# Окерси, Тако
Тако Окерси (нидерл. Taco Ockerse; род. 21 июля 1955, Джакарта, Индонезия), более известный мононимно как Taco — нидерландский эстрадный певец.

## Биография
Детство провёл в Нидерландах, США, Сингапуре, Люксембурге, Бельгии и Германии — его семья часто переезжала с места на место. Посещал Международную школу Америки в Брюсселе и окончил её в 1973 году. Учился в актёрской школе в Гамбурге (Германия), исполнял ведущие роли в многочисленных постановках школы.
С 1975 года начались его первые профессиональные театральные выступления в Гамбурге.
В 1979 году основал свою первую группу Taco’s Bizz, с которой гастролировал по всей Германии.
В сентябре 1982 года на студии «Peer Studio» в Гамбурге записал композицию Ирвинга Берлина «Puttin’ On the Ritz» (первоначально ставшую известной в исполнении классика жанра Фреда Астера). Спустя год сингл попал в американские поп-чарты, и в июле 1983 года добрался до Тор10, заняв 4-е место.
В 1983—1984 годах гастролировал по всей Европе. Альбом «After Eight» (1982) был выпущен более чем в 40 странах, получил золотой и платиновый диски в Скандинавии и Канаде, а также золото за более одного миллиона копий, проданных в Соединённых Штатах, многочисленные европейские награды;
совершил первый тур по США с американскими музыкантами.
В 1984 году выпустил альбом «Let’s Face The Music», совершил тур по всей Японии, стал победителем «Best Singer Award» на Токийском музыкальном фестивале с песней «Sayonara».
Написал текст и спел заглавную песню «Beware Of The Winners» для фильма «Lassiter».
Затем были выпущены альбомы «Swing Classics» (1985), «Tell Me That You Like It» (1986), «Got To Be Your Lover» (1987), сингл «Tico Tico» (1992).
В 1993 году начал трёхъязычный музыкальный проект «Тaron Х».
С 1994 по 1996 год исполнял ведущую роль в самом продолжительном берлинском мюзикле «Shakespeare Rock N Roll».
В 2003 году совместно с Джеффом Харрисоном выпустил CD «Soul Explosion».
Много работает как сценарист.
В 2009 году выступал в России на фестивале «Дискотека 80-х», в телепрограммах «Оливье-шоу 2010» и Достояние республики.
В 2021 году выпустил синглы «Heavy Metal» и «Far from Homeland», в 2022 году — синглы «Hot Summer Jams», в котором упоминает ЛГБТ-людей, «I Wanna Dance», «Loonar Beat», «Sing, Baby, Sing» и «It’s snowing in my heart (Bad Santa)», в 2024 году — сингл «Bel Ami».

## Дискография

### Студийные альбомы
- 1982 — After Eight[англ.] (RCA Records)
- 1984 — Let’s Face the Music (RCA Records)
- 1985 — Swing Classics: In the Mood of Glenn Miller (Polydor Records)
- 1986 — Tell Me That You Like It (Polydor Records)
- 1987 — Taco (Perle Records)
- 1989 — 4 (Perle Records)
- 2011 — Timeless Love (DingDing Music)

### Сборники
- 1991 — Puttin' on the Ritz — Best of Taco (BMG)
- 2000 — Best of Taco (BMG)

1. «Puttin' on the Ritz»
2. «Cheek to Cheek»
3. «Beautiful Sailor»
4. «Where Did Our Love Go»
5. «After Eight»
6. «Heartbreak City»
7. «Chain Reaction»
8. «Nice Weather»
9. «Night and Day»
10. «Mas Que Nada»
11. «If Swing Goes, I Go Too»
12. «I’m Sentimental (Je pense à toi)»
13. «Tellin' Everybody»
14. «La vie en Rose»
15. «Running for Love»
16. «Singin' in the Rain»